# Centre Oest Bretanya
El país Centre Oest Bretanya (COB) (en bretó Bro Kornôg Kreiz-Breizh) aplega deu establiments públics de cooperació intermunicipal (EPCI), 15 cantons i 108 municipis pertanyents als departaments de Costes del Nord, de Finisterre i Morbihan :
| Nom                                                  | Departament                  | Població habitants en 2006 |
| ---------------------------------------------------- | ---------------------------- | -------------------------- |
| Comunitat de municipis Callac - Argoat               | Costes del Nord              | 6 281                      |
| Comunitat de municipis del País de Corlay            | Costes del Nord              | 3 108                      |
| Comunitat de municipis Guerlédan Mûr-de-Bretagne     | Costes del Nord              | 3 545                      |
| Comunitat de municipis del Kreiz-Breizh              | Costes del Nord              | 20 972                     |
| Comunitat de municipis de la Regió de Pleyben        | Finisterre                   | 6 685                      |
| Comunitat de municipis dels Monts d'Arrée            | Finisterre                   | 3 853                      |
| Comunitat de municipis d'Alta Cornualla              | Finisterre                   | 14 934                     |
| Comunitat de municipis del Poher                     | Finisterre / Costes del Nord | 14 136                     |
| Comunitat de municipis del Yeun Elez                 | Finisterre                   | 4 454                      |
| Comunitat de comunes del País del rei Morvan (CCPRM) | Morbihan                     | 25 412                     |

El territori del País Centre Oest Bretanya coincidix aproximadament amb el Poher, també anomenat posteriorment Kreiz Breizh.